# Józef Straszewski
Józef Straszewski (ur. 18 stycznia 1885 we Włocławku, zm. 12 sierpnia 1942 w Hartheim) – polski duchowny katolicki, błogosławiony Kościoła katolickiego.
Był pierwszym proboszczem parafii św. Stanisława we Włocławku (od  15 marca 1922) i budowniczym kościoła.
Po wybuchu II wojny światowej ksiądz Józef Straszewski został aresztowany przez gestapo (7 listopada 1939) i przewieziony do niemieckiego obozu koncentracyjnego w Dachau.
Zgodnie z relacjami współwięźniów życie zakończył bez reszty oddany Bogu.
Beatyfikowany przez papieża Jana Pawła II w Warszawie 13 czerwca 1999 w grupie 108 polskich męczenników.

## Źródła internetowe
- Biografia (wł.)